# Прері-Сіті (Орегон)
Прері-Сіті (англ. Prairie City) — місто (англ. city) в США, в окрузі Грант штату Орегон. Населення — 841 особа (2020).

## Географія
Прері-Сіті розташоване за координатами 44°27′40″ пн. ш. 118°42′34″ зх. д. / 44.46111° пн. ш. 118.70944° зх. д. (44.461101, -118.709380).  За даними Бюро перепису населення США в 2010 році місто мало площу 2,57 км², уся площа — суходіл.

## Демографія
Згідно з переписом 2010 року, у місті мешкало 909 осіб у 402 домогосподарствах у складі 257 родин. Густота населення становила 354 особи/км².  Було 476 помешкань (185/км²).
Расовий склад населення:
| - 94,6 % — білих - 1,3 % — корінних американців - 0,2 % — вихідців з тихоокеанських островів - 0,1 % — чорних або афроамериканців - 0,1 % — азіатів |

До двох чи більше рас належало 3,3 %. Частка іспаномовних становила 3,1 % від усіх жителів.
За віковим діапазоном населення розподілялося таким чином: 20,4 % — особи молодші 18 років, 54,0 % — особи у віці 18—64 років, 25,6 % — особи у віці 65 років та старші. Медіана віку мешканця становила 49,8 року. На 100 осіб жіночої статі у місті припадало 97,2 чоловіків;  на 100 жінок у віці від 18 років та старших — 98,9 чоловіків також старших 18 років.
Середній дохід на одне домашнє господарство  становив 41 225 доларів США (медіана — 30 625), а середній дохід на одну сім'ю — 50 380 доларів (медіана — 41 324). Медіана доходів становила 36 094 долари для чоловіків та 31 750 доларів для жінок. За межею бідності перебувало 17,8 % осіб, у тому числі 20,5 % дітей у віці до 18 років та 8,3 % осіб у віці 65 років та старших.
Цивільне працевлаштоване населення становило 296 осіб. Основні галузі зайнятості: сільське господарство, лісництво, риболовля — 20,3 %, освіта, охорона здоров'я та соціальна допомога — 16,9 %, виробництво — 16,6 %.